# DeMarcus Cousins
Pour les articles homonymes, voir Cousins (homonymie).
DeMarcus Cousins, né le 13 août 1990 à Mobile dans l'Alabama, est un joueur américain de basket-ball évoluant au poste de pivot.

## Jeunesse
Cousins est le meilleur joueur de son lycée, le John L. LeFlore Magnet High School, qui évolue en division 5A en Alabama. L'équipe du lycée atteint la demi-finale du championnat de l'État mais est battue par le lycée A. H. Parker.
Remarqué pour ses performances, Cousins participe au tournoi McDonald's dans l'équipe de l'Est. Il est titulaire, marque 14 points (6 sur 9 au tir, 1 sur 4 au lancer-franc, 8 rebonds, une passe décisive, deux pertes de balles et un contre) et son équipe remporte le match. Durant le printemps, il participe aussi à deux autres matches de jeunes prospects : le Nike Hoop Summit 2009 au Rose Garden de Portland et la Jordan Brand Classic au Madison Square Garden. Au MSG, il marque 17 points pour l'équipe noire (7 sur 11 au tir, 3 lancers sur 4, 7 rebonds).
Pour sa carrière universitaire, Cousins s'engage avec les UAB Blazers (équipe universitaire de l'Université d'Alabama à Birmingham) le 28 février 2008 mais ne signe pas d'engagement formel (anglais : letter of intent) car il demande à l'université de le laisser partir si l'entraîneur de l'équipe de basket-ball, Mike Davis, venait à quitter l'équipe. L'université n'accepte pas les conditions de Cousins. Cousins s'engage ensuite pour les Tigers de l'université de Memphis le 9 mars 2009 L'entraîneur de Memphis, John Calipari, quitte l'équipe pour celle des Kentucky Wildcats (équipe universitaire de l'université du Kentucky). Le 7 avril, Cousins suit Calipari et choisit de jouer pour les Kentucky Wildcats. Avec les Wildcats, Cousins marque en moyenne 15,1 points, prend 9,9 rebonds et bloque 1,8 tirs par rencontre. Kentucky, menée par Cousins et John Wall, remporte 35 rencontres sur 38, ainsi que les titres de champion de la saison régulière et champion de la conférence Sud-est (SEC). Les Wildcats atteignent les huitièmes de finale lors du tournoi NCAA 2010 où ils sont battus par les West Virginia Mountaineers. Cousins est élu meilleur joueur de première année de la SEC, le titre de SEC Player of the Year revenant à un autre joueur de première année : John Wall.

## Carrière professionnelle

### Kings de Sacramento (2010-février 2017)
Le 7 avril 2010, Cousins annonce son intention de se présenter à la draft 2010 de la NBA. Les différents pronostics le placent dans les 10 premières positions de la draft.
Le 25 juin 2010, il est sélectionné en 5e position par les Kings de Sacramento.
Pendant le mois de juillet, il joue dans la ligue d'été de la NBA à Las Vegas et est nommé Rookie of the month.
Lors du All-Star Game 2011, il participe au match des rookies et compile 33 points et 14 rebonds.
Le 25 février 2014, lors de la défaite des siens contre les Rockets de Houston, il s'emporte contre un arbitre et écope d'un match de suspension et 20 000 $ d'amende. Le 13 avril, lors de la victoire des siens contre les Timberwolves du Minnesota, il reçoit sa seizième faute technique de la saison ce qui entraîne une suspension d'un match. Il ne participe donc pas au dernier match de la saison contre les Suns de Phoenix.

### Pelicans de La Nouvelle-Orléans (février 2017-juillet 2018)
Le 20 février 2017, DeMarcus Cousins est envoyé, avec Omri Casspi, aux Pelicans de La Nouvelle-Orléans contre Buddy Hield, Tyreke Evans, Langston Galloway, un premier et un second tour de draft 2017,, afin de former un duo d'intérieur avec Anthony Davis.
Le 26 janvier 2018, il se rompt le tendon d'achille au pied gauche et doit subir une opération chirurgicale ce qui met fin à sa saison.

### Warriors de Golden State (2018-2019)
À la fin de la saison 2017-2018, Cousins est agent libre. Les Pelicans lui proposent un contrat de 40 millions de dollars sur deux ans pour qu'il continue à jouer avec Davis. Cousins fait cependant des offres aux Lakers de Los Angeles, qui viennent de recruter LeBron James et aux Warriors de Golden State, qui viennent de remporter 3 des 4 derniers championnats. Le 2 juillet 2018, Cousins rejoint les Warriors pour un an et 5,3 millions de dollars. Avec Cousins, les Warriors ont la possibilité de composer un cinq majeur comportant uniquement des joueurs All-Star de l'année précédente, également membres de Team USA, avec Stephen Curry, Klay Thompson, Kevin Durant et Draymond Green.
Le 10 décembre 2018, à l'approche du retour de Cousins sur la première fois depuis sa rupture du tendon d'Achille gauche, il est envoyé dans l'équipe de G-League affiliée aux Warriors, les Warriors de Santa Cruz, où il a un premier entraînement avec contact. Le 18 janvier 2019, il joue son premier match avec sa nouvelle équipe contre les Clippers de Los Angeles durant lequel il compile 14 points à 5/11 au tir (dont 3/4 à 3 points), 6 rebonds, 3 passes décisives 1 contre et 1 interception. Le 2 avril, il marque 28 points, son record de la saison, et prend 13 rebonds dans la victoire 116 à 102 contre les Nuggets de Denver.
Le 16 avril, Cousins se fait une déchirure du quadriceps gauche lors du match 2 du premier tour des playoffs 2019. Il fait son retour au match 1 des Finales NBA 2019 contre les Raptors de Toronto, en étant remplaçant pour son premier match de finales.

### Lakers de Los Angeles (2019-2020)
Le 6 juillet 2019, il s'engage pour un contrat d'une saison avec les Lakers de Los Angeles, franchise dans laquelle il retrouve Anthony Davis. Le 15 août 2019, lors d'un entraînement à Las Vegas, il se fait une rupture du ligament croisé antérieur du genou et doit manquer les premiers mois de la saison 2019-2020.
Le 21 février 2020, il est coupé pour permettre le recrutement de Markieff Morris au sein de la franchise californienne. Les Lakers remportent le championnat et Cousins, bien que ne participant pas à la fin de la campagne des Lakers, reçoit une bague donnée à tous les autres vainqueurs du championnat avec son nom gravé dessus. Les Lakers ont choisi de la lui offrir en signe de respect pour sa contribution et son implication dans l'équipe avant sa blessure. C'est une décision interne à l'équipe, mais ça ne fait pas de lui un champion NBA au sens officiel.

### Rockets de Houston (2020-2021)
En novembre 2020, il signe pour une saison, non garantie, avec les Rockets de Houston. Cependant, il est coupé par les Rockets le 23 février 2021.

### Clippers de Los Angeles (2021)
Le 4 avril 2021, il est annoncé qu'il signera dans la semaine avec les Clippers de Los Angeles, une fois qu'il sera sorti du protocole sanitaire en vigueur en lien avec la pandémie de Covid-19. Le 16 avril, Cousins signe un deuxième contrat de 10 jours avec les Clippers. Le 26 avril, il s'engage jusqu'à la fin de saison avec les Clippers.

### Bucks de Milwaukee (2021-2022)
Fin novembre 2021, Cousins signe un contrat non garanti avec les Bucks de Milwaukee jusqu'à la fin de la saison. Il vient pallier l'absence sur blessure du pivot titulaire Brook Lopez. Il est cependant coupé par les Bucks début janvier. Il joue 17 matchs à 9,1 points et 6 rebonds de moyenne en 17 minutes.

### Nuggets de Denver (2022)
En janvier 2022, Cousins s'engage pour 10 jours avec les Nuggets de Denver. Il signe ensuite un second contrat de 10 jours en faveur des Nuggets, puis un contrat qui les lie jusqu'à la fin de la saison,.

### Mets de Guaynabo (2023)
En avril 2023, Cousins signe un contrat pour rejoindre les Mets de Guaynabo (en) dans le championnat de Porto Rico.

## Profil de jeu
DeMarcus Cousins est un pivot au talent offensif exceptionnel. Ses atouts physiques (il est à la fois long, puissant et très mobile) et sa dextérité font de lui un scoreur très complet (excellent finisseur dans la raquette, efficace en transition, solide au poste bas, tireur décent et capable de déborder son adversaire direct) difficile à défendre et pesant beaucoup en attaque. Très bon manieur de ballon et passeur pour un pivot, tout au plus peut-on lui reprocher une sélection de tirs perfectible et une activité fluctuante. Depuis la saison 2015-2016, il prend plus de tirs à 3 points, avec un pourcentage de réussite autour de 33-37 % en moyenne.
En défense, Cousins n'est pas aussi satisfaisant notamment en raison d'un certain manque d'envie et de maitrise des bases défensives. Relativement correct pour défendre le un-contre-un poste bas et excellent rebondeur, il est par contre assez négligent et peu judicieux dans le marquage de son adversaire direct, en matière de défense collective ou pour protéger l'accès au panier. Il commet d'ailleurs beaucoup trop de fautes, défaut qu'il a corrigé durant la saison 2014-2015.
Enfin, son investissement et son attitude sur le terrain sont critiqués. Il travaille sur son tir à 3 points durant l'été 2015 et lors de la première rencontre de la saison, il en marque 4 sur 5 tentés, soit plus que lors de ses 167 derniers matchs.
Dès sa sélection par les Kings, Charles Barkley le qualifie de « pire chose qui soit jamais arrivée à Sacramento » et ne cessera de le critiquer par la suite, ce qui entraîne une inimitié entre Barkley et Cousins.

## Palmarès

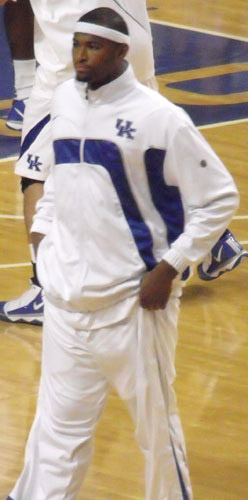
DeMarcus Cousins en novembre 2009.

### NBA
- Finales NBA avec les Warriors en 2019 contre les Raptors de Toronto
- Champion de la conférence Ouest 2019
- All-NBA Second Team en 2015 et 2016
- 4× NBA All-Star : 2015, 2016, 2017, 2018 (ne pouvant jouer ce dernier pour cause de blessure).
- NBA All-Rookie First Team en 2011.

### Université
- Consensus second-team All-American (2010)
- First-team All-SEC (2010)
- SEC Rookie of the Year (2010)
- SEC All-Rookie Team (2010)

### Sélection nationale
- Médaille d'or aux Jeux olympiques de 2016.
- Médaillé d'or à la coupe du monde 2014 en Espagne.

## Statistiques

### Universitaires
| Saison    | Équipe   | Matchs | Titul. | Min./m | % Tir | % 3pts | % LF | Rbds/m. | Pass/m. | Int/m. | Ctr/m. | Pts/m. |
| --------- | -------- | ------ | ------ | ------ | ----- | ------ | ---- | ------- | ------- | ------ | ------ | ------ |
| 2009-2010 | Kentucky | 38     | 37     | 23,5   | 56,0  | 16,7   | 60,7 | 9,87    | 1,00    | 0,97   | 1,76   | 15,13  |
| Carrière  | Carrière | 38     | 37     | 23,5   | 56,0  | 16,7   | 60,7 | 9,87    | 1,00    | 0,97   | 1,76   | 15,13  |

### Professionnelles

#### Saison régulière
| Saison        | Équipe           | Matchs | Titul. | Min./m | % Tir | % 3pts | % LF | Rbds/m. | Pass/m. | Int/m. | Ctr/m. | Pts/m. |
| ------------- | ---------------- | ------ | ------ | ------ | ----- | ------ | ---- | ------- | ------- | ------ | ------ | ------ |
| 2010-2011     | Sacramento       | 81     | 62     | 28,5   | 43,0  | 16,7   | 68,7 | 8,63    | 2,52    | 1,05   | 0,84   | 14,11  |
| 2011-2012     | Sacramento       | 64     | 62     | 30,5   | 44,8  | 14,3   | 70,2 | 10,98   | 1,59    | 1,45   | 1,17   | 18,12  |
| 2012-2013     | Sacramento       | 75     | 74     | 30,5   | 46,5  | 18,2   | 73,8 | 9,95    | 2,65    | 1,44   | 0,73   | 17,07  |
| 2013-2014     | Sacramento       | 71     | 71     | 32,4   | 49,6  | 0,0    | 72,6 | 11,70   | 2,92    | 1,54   | 1,28   | 22,73  |
| 2014-2015     | Sacramento       | 59     | 59     | 34,1   | 46,7  | 25,0   | 78,2 | 12,66   | 3,56    | 1,53   | 1,75   | 24,08  |
| 2015-2016     | Sacramento       | 65     | 65     | 34,6   | 45,1  | 33,3   | 71,8 | 11,49   | 3,29    | 1,55   | 1,42   | 26,89  |
| 2016-2017     | Sacramento       | 55     | 55     | 34,4   | 45,2  | 35,6   | 77,0 | 10,60   | 4,84    | 1,36   | 1,35   | 27,78  |
| 2016-2017     | Nouvelle-Orléans | 17     | 17     | 33,8   | 45,2  | 37,5   | 77,7 | 12,41   | 3,88    | 1,47   | 1,12   | 24,35  |
| 2017-2018     | Nouvelle-Orléans | 48     | 48     | 36,2   | 47,0  | 35,4   | 74,6 | 12,88   | 5,35    | 1,67   | 1,58   | 25,21  |
| 2018-2019     | Golden State     | 30     | 30     | 25,7   | 48,0  | 27,4   | 73,6 | 8,23    | 3,57    | 1,33   | 1,47   | 16,27  |
| 2020-2021     | Houston          | 25     | 11     | 20,2   | 37,6  | 33,6   | 74,6 | 7,60    | 2,40    | 0,80   | 0,70   | 9,60   |
| 2020-2021     | L.A. Clippers    | 16     | 0      | 12,9   | 53,7  | 42,1   | 68,2 | 4,50    | 1,00    | 0,80   | 0,40   | 7,80   |
| 2021-2022     | Milwaukee        | 17     | 5      | 16,9   | 46,6  | 27,1   | 81,6 | 5,76    | 1,05    | 0,94   | 0,47   | 9,05   |
| 2021-2022     | Denver           | 31     | 2      | 13,9   | 45,6  | 32,4   | 73,6 | 5,54    | 1,70    | 0,61   | 0,41   | 8,90   |
| Carrière      | Carrière         | 654    | 561    | 29,8   | 46,0  | 33,4   | 73,7 | 10,20   | 3,00    | 1,30   | 1,10   | 19,60  |
| All-Star Game | All-Star Game    | 3      | 0      | 10,4   | 80,0  | 50,0   | 66,7 | 3,70    | 0,30    | 0,30   | 0,00   | 9,30   |

#### Playoffs
| Saison   | Équipe        | Matchs | Titul. | Min./m | % Tir | % 3pts | % LF  | Rbds/m. | Pass/m. | Int/m. | Ctr/m. | Pts/m. |
| -------- | ------------- | ------ | ------ | ------ | ----- | ------ | ----- | ------- | ------- | ------ | ------ | ------ |
| 2019     | Golden State  | 8      | 5      | 16,7   | 39,6  | 25,0   | 64,0  | 4,88    | 2,38    | 0,62   | 0,75   | 7,62   |
| 2021     | L.A. Clippers | 7      | 0      | 8,3    | 45,2  | 40,0   | 78,6  | 2,00    | 0,70    | 0,30   | 0,40   | 7,60   |
| 2022     | Denver        | 5      | 0      | 11,4   | 65,5  | 66,7   | 73,3  | 3,40    | 1,20    | 0,60   | 0,20   | 10,60  |
| Carrière | Carrière      | 20     | 5      | 12,4   | 50,1  | 43,9   | 71,96 | 3,50    | 1,50    | 0,50   | 0,50   | 8,35   |

## Records sur une rencontre en NBA
Les records personnels de DeMarcus Cousins en NBA sont les suivants, :
| Type de statistique        | Saison régulière | Saison régulière                | Saison régulière | Playoffs | Playoffs                   | Playoffs      |
| Type de statistique        | Record           | Adversaire                      | Date             | Record   | Adversaire                 | Date          |
| -------------------------- | ---------------- | ------------------------------- | ---------------- | -------- | -------------------------- | ------------- |
| Points                     | 56               | Hornets de Charlotte            | 25 janvier 2016  | 19       | @ Warriors de Golden State | 27 avril 2022 |
| Paniers marqués            | 21               | Hornets de Charlotte            | 25 janvier 2016  | 8        | @ Warriors de Golden State | 27 avril 2022 |
| Paniers tentés             | 34               | @ Wizards de Washington         | 28 novembre 2016 | 12       | 3 fois                     | 3 fois        |
| Paniers à 3 points réussis | 5                | 10 fois                         | 10 fois          | 2        | 2 fois                     | 2 fois        |
| Paniers à 3 points tentés  | 11               | Bulls de Chicago                | 22 janvier 2018  | 3        | 5 fois                     | 5 fois        |
| Lancers francs réussis     | 20               | @ 76ers de Philadelphie         | 30 janvier 2017  | 4        | 4 fois                     | 4 fois        |
| Lancers francs tentés      | 22               | @ 76ers de Philadelphie         | 30 janvier 2017  | 7        | Raptors de Toronto         | 13 juin 2019  |
| Rebonds offensifs          | 12               | Pacers de l'Indiana             | 18 janvier 2012  | 5        | Clippers de Los Angeles    | 13 avril 2019 |
| Rebonds défensifs          | 20               | 3 fois                          | 3 fois           | 9        | @ Raptors de Toronto       | 2 juin 2019   |
| Rebonds totaux             | 24               | 2 fois                          | 2 fois           | 10       | @ Raptors de Toronto       | 2 juin 2019   |
| Passes décisives           | 13               | Pelicans de La Nouvelle-Orléans | 3 avril 2015     | 6        | @ Raptors de Toronto       | 2 juin 2019   |
| Interceptions              | 7                | @ Knicks de New York            | 14 janvier 2018  | 2        | 2 fois                     | 2 fois        |
| Contres                    | 7                | @ Grizzlies de Memphis          | 18 octobre 2017  | 2        | 2 fois                     | 2 fois        |
| Balles perdues             | 10               | @ Mavericks de Dallas           | 5 janvier 2016   | 6        | Clippers de Los Angeles    | 13 avril 2019 |
| Minutes jouées             | 52               | Bulls de Chicago                | 22 janvier 2018  | 28       | @ Raptors de Toronto       | 2 juin 2019   |

- Double-double : 348 (dont 1 en playoffs)
- Triple-double : 9

Dernière mise à jour : 15 juillet 2022
- Joueur ayant pris le plus de rebonds offensifs sur la saison 2011-2012 (265)[40].
- Joueur ayant fait le plus de fautes personnelles lors des saisons 2010-2011 (332)[41] et 2011-2012 (257)[42].

## Salaires
| Année       | Équipe                          | Salaire      |
| ----------- | ------------------------------- | ------------ |
| 2010-2011   | Kings de Sacramento             | 3 374 640 $  |
| 2011-2012*  | Kings de Sacramento             | 3 627 720 $  |
| 2012-2013   | Kings de Sacramento             | 3 880 800 $  |
| 2013-2014   | Kings de Sacramento             | 4 916 974 $  |
| 2014-2015   | Kings de Sacramento             | 13 701 250 $ |
| 2015-2016   | Kings de Sacramento             | 14 728 844 $ |
| 2016-2017   | Pelicans de La Nouvelle-Orléans | 16 957 900 $ |
| 2017-2018   | Pelicans de La Nouvelle-Orléans | 18 063 850 $ |
| 2018-2019   | Warriors de Golden State        | 5 337 000 $  |
| 2019-2020   | Lakers de Los Angeles           | 3 500 000 $  |
| 2020-2021   | Rockets de Houston              | 1 620 564 $  |
| 2020-2021   | Clippers de Los Angeles         | 455 091 $    |
| 2021-2022   | Nuggets de Denver               | 1 138 659 $  |
| 2021-2022   | Bucks de Milwaukee              | 607 285 $    |
| Total Gains | Total Gains                     | 91 910 577 $ |

Note : * En 2011, le salaire moyen d'un joueur évoluant en NBA est de 5 150 000 $.